# Îlot Saint-Georges
L'îlot Saint-Georges est un ensemble architectural et urbanistique situé dans le quartier Féronstrée et Hors-Château à Liège, en Belgique. Il occupe un îlot urbain délimité par la rue Saint-Georges, la rue Saint-Jean-Baptiste,Féronstrée et la Batte.

## Historique
Le site de l'îlot Saint-Georges est occupé dès le Moyen Âge par un ensemble de bâtiments religieux et civils. L'église Saint-Georges, dont l'origine, selon certains chroniqueurs, remonterait au XIe siècle, est l'édifice le plus important de cet ensemble.
Dans les années 1970, l'îlot Saint-Georges fait l'objet d'un vaste projet de rénovation urbaine. Il s'agit du deuxième chantier d'importance dans le quartier après la construction de la cité administrative dans les années 1960.
L'îlot située entre la rue Saint-Georges, la rue Saint-Jean-Baptiste,Féronstrée et la Batte est entièrement rasé : la plupart des bâtiments anciens, y compris l'église Saint-Georges, sont démolis et des rues disparaissent : une partie de la rue Sur-les-Foulons, la rue Pécluse et l'impasse des Foulons.
Cependant, certaines façades des XVIIe et XVIIIe siècles sont sauvegardées. Elles sont démontées et remontées par l’architecte Jean Francotte rue Saint-Georges et rue Sur-les-Foulons. Le relais de poste situé 11 rue Saint-Jean-Baptiste est reconstruit en 1974 dans l'impasse des Ursulines.
Un vestige de l'église, un chapiteau d'une colonne, est dressé au pied de l'ancien Musée des beaux-arts de Liège.

## Architecture

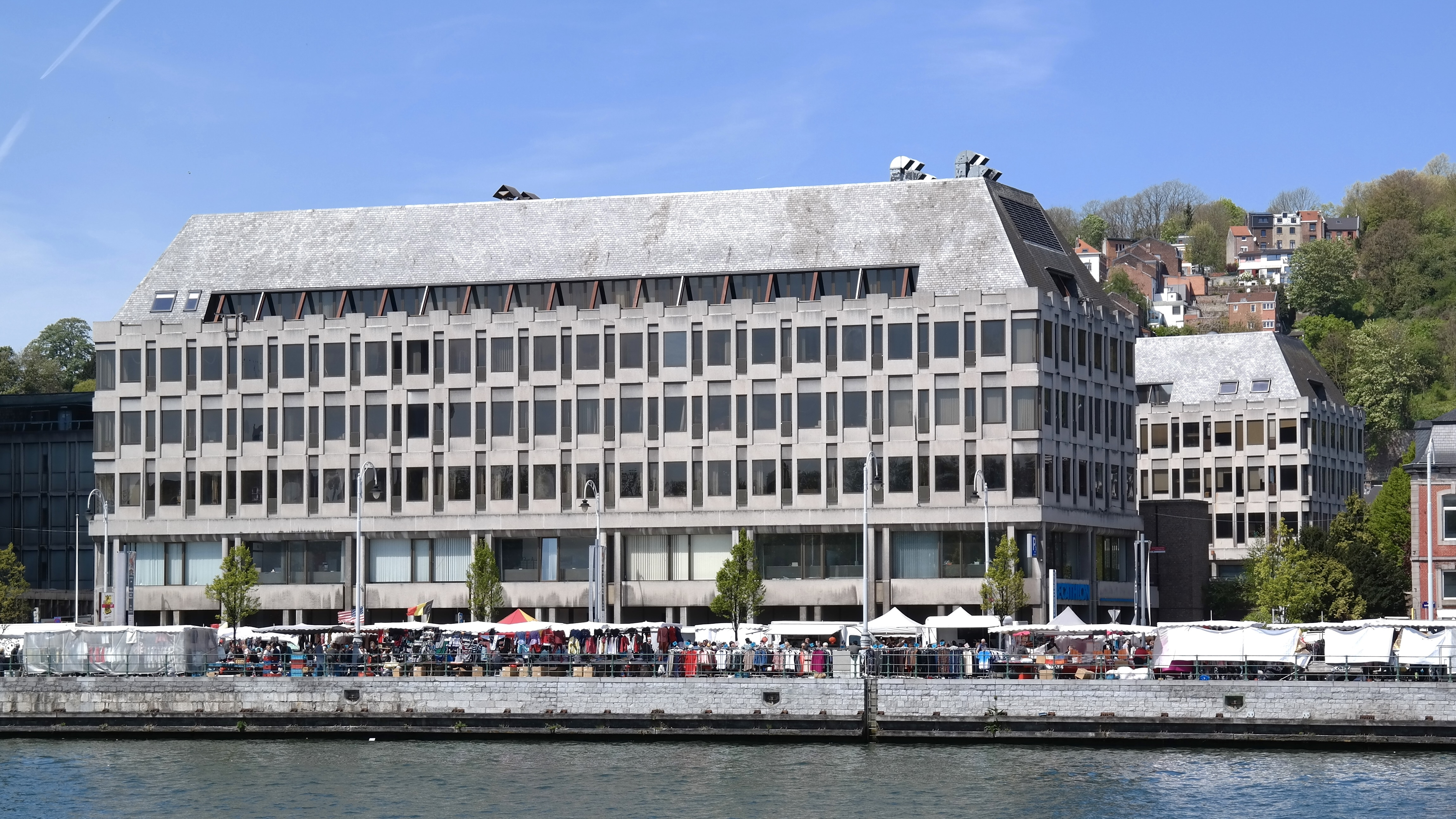
Îlot Saint-Georges en 2017

L'îlot Saint-Georges est un exemple d'architecture moderne. Cet ensemble est l'œuvre de l'architecte Henri Bonhomme. Il est composé d'un parking en sous-sol, d'unités commerciales, de bureaux occupés par des services communaux ainsi qu'un vaste espace muséal appelé à devenir le musée de l'Art wallon.

## Espace muséal
Le musée de l'Art wallon s'installe de 1980 à 2011 dans le complexe de l'îlot Saint-Georges. Fin 2011, les collections du MAMAC, du Fonds ancien, du cabinet des Estampes et des Dessins et du musée de l'Art wallon sont rassemblées en une seule entité appelée Musée des Beaux-Arts de Liège ou BAL (Beaux-Arts Liège), installé dans les locaux de l'ancien musée d'Art wallon.
Le 28 février 2016, le musée des Beaux-Arts ferme ses portes et l'ensemble des collections sont transférées à La Boverie.
Actuellement, l'îlot Saint-Georges abrite plusieurs institutions culturelles et patrimoniales, dont : 
1. Musée des Beaux-Arts: L'ancien musée des Beaux-Arts de Liège sert désormais de réserves pour toutes les œuvres des musées liégeois. Certaines de ces œuvres sont partiellement accessibles au public.
2. Fonds patrimoniaux : Quatre départements sont conservés au sein de l'îlot Saint-Georges, dans un espace de plus de 1500 m² spécialement adapté à la conservation et à la présentation du patrimoine sur papier. Ces départements comprennent la Bibliothèque Ulysse Capitaine, le Centre de documentation et de recherche des musées, le Centre de littérature jeunesse et graphique, ainsi que les Archives de la Bande dessinée[1].